# ألينا توميلوفيتش
ألينا توميلوفيتش (البيلاروسية: Алина Аrtураўна Тумилович; Łacinka: Alina Arturaŭna Tumilovič؛ من مواليد 21 أبريل 1990) هي لاعبة جمباز إيقاعي بيلاروسية حصلت على ميدالية أولمبية مرتين في المنافسة الجماعية الشاملة. شاركت في دورتين من الألعاب الأولمبية، فازت بالميدالية البرونزية في المنافسة الجماعية الشاملة في دورة الألعاب الأولمبية الصيفية 2008 في بكين. في بطولة العالم 2009، فازت بالميداليات الفضية في المجموعة الشاملة و3 أشرطة وحبلين، وبرونزية في 5 أطواق. كررت حصولها على الميداليات الفضية الشاملة للمجموعة في بطولة العالم 2010.
في بطولة أوروبا 2012، كانت توميلوفيتش عضوًا في المجموعة التي فازت بالميدالية الفضية الشاملة والذهبية في 3 أشرطة / حلقتين. في دورة الألعاب الأولمبية الصيفية 2012 في لندن، فازت بالميدالية الفضية في الحدث الشامل للمجموعة مع أعضاء المجموعة مارينا هانشاروفا، وكسينيا سانكوفيتش، وناتاليا ليشيك، وألياكساندرا ناركيفيتش، وأناستازيا إيفانكوفا.

## روابط خارجية
- ألينا توميلوفيتش في الاتحاد الدولي للجمباز

- ألينا توميلوفيتش في اللجنة الأولمبية الدولية
- ألينا توميلوفيتش  على موقع SportsReference  - سبورتس رفرنس